# Lista över fornlämningar i Växjö kommun (Dädesjö)
Lista över fornlämningar i Växjö kommun (Dädesjö) är en förteckning av ett urval av de fornlämningar som finns i Dädesjö i Växjö kommun.
| Namn                         | Lämningstyp                      | Tillkomsttid | Historisk indelning | Plats | Läge                 | ID-nr          | Bild                                      |
| ---------------------------- | -------------------------------- | ------------ | ------------------- | ----- | -------------------- | -------------- | ----------------------------------------- |
| Dädesjö 2:1                  | Stenkammargrav                   |              | Dädesjö, Småland    |       | 57.029086, 15.075394 | 10070700020001 | Ladda upp en bild av detta fornminne      |
| Dädesjö 3:1                  | Röse                             |              | Dädesjö, Småland    |       | 57.027892, 15.072624 | 10070700030001 | Ladda upp en bild av detta fornminne      |
| Dädesjö 10:1                 | Stensättning                     |              | Dädesjö, Småland    |       | 56.956116, 15.140869 | 10070700100001 | Ladda upp en bild av detta fornminne      |
| Dädesjö 11:1                 | Husgrund, förhistorisk/medeltida |              | Dädesjö, Småland    |       | 56.952393, 15.162765 | 10070700110001 | Ladda upp en bild av detta fornminne      |
| Dädesjö 12:1                 | Stenkammargrav                   |              | Dädesjö, Småland    |       | 56.969320, 15.207323 | 10070700120001 | Ladda upp en bild av detta fornminne      |
| Dädesjö 13:1                 | Stenkammargrav                   |              | Dädesjö, Småland    |       | 56.975709, 15.191957 | 10070700130001 | Ladda upp en bild av detta fornminne      |
| Dädesjö 16:1                 | Grav markerad av sten/block      |              | Dädesjö, Småland    |       | 56.980574, 15.162843 | 10070700160001 | Ladda upp en bild av detta fornminne      |
| Dädesjö 17:1                 | Gravfält                         |              | Dädesjö, Småland    |       | 56.976268, 15.161634 | 10070700170001 | Ladda upp en bild av detta fornminne      |
| Dädesjö 18:1                 | Gravfält                         |              | Dädesjö, Småland    |       | 56.976287, 15.157685 | 10070700180001 | Ladda upp en bild av detta fornminne      |
| Dädesjö 19:1                 | Röse                             |              | Dädesjö, Småland    |       | 56.972401, 15.148788 | 10070700190001 | Ladda upp en bild av detta fornminne      |
| Dädesjö 20:1                 | Röse                             |              | Dädesjö, Småland    |       | 56.963540, 15.154822 | 10070700200001 | Ladda upp en bild av detta fornminne      |
| Dädesjö 21:1                 | Röse                             |              | Dädesjö, Småland    |       | 56.963772, 15.153694 | 10070700210001 | Ladda upp en bild av detta fornminne      |
| Dädesjö 22:1                 | Stenkammargrav                   |              | Dädesjö, Småland    |       | 56.966206, 15.149837 | 10070700220001 | Ladda upp en bild av detta fornminne      |
| Dädesjö 24:1                 | Stenkammargrav                   |              | Dädesjö, Småland    |       | 57.003313, 15.161415 | 10070700240001 | Ladda upp en bild av detta fornminne      |
| Dädesjö 25:1                 | Röse                             |              | Dädesjö, Småland    |       | 57.003188, 15.160565 | 10070700250001 | Ladda upp en bild av detta fornminne      |
| Dädesjö 26:1                 | Stenkammargrav                   |              | Dädesjö, Småland    |       | 57.002653, 15.166326 | 10070700260001 | Ladda upp en bild av detta fornminne      |
| Dädesjö 27:1                 | Röse                             |              | Dädesjö, Småland    |       | 57.004747, 15.169920 | 10070700270001 | Ladda upp en bild av detta fornminne      |
| Dädesjö 29:1                 | Röse                             |              | Dädesjö, Småland    |       | 56.987446, 15.186315 | 10070700290001 | Ladda upp en bild av detta fornminne      |
| Dädesjö 30:1                 | Gravfält                         |              | Dädesjö, Småland    |       | 56.987984, 15.181372 | 10070700300001 | Ladda upp en bild av detta fornminne      |
| Dädesjö 31:1                 | Röse                             |              | Dädesjö, Småland    |       | 57.031636, 14.957401 | 10070700310001 | Ladda upp en bild av detta fornminne      |
| Dädesjö 73:1                 | Stensättning                     |              | Dädesjö, Småland    |       | 57.013501, 15.159961 | 10070700730001 | Ladda upp en bild av detta fornminne      |
| Dädesjö 85:1                 | Röse                             |              | Dädesjö, Småland    |       | 57.009354, 15.218401 | 10070700850001 | Ladda upp en bild av detta fornminne      |
| Dädesjö 85:2                 | Stensättning                     |              | Dädesjö, Småland    |       | 57.009343, 15.218750 | 10070700850002 | Ladda upp en bild av detta fornminne      |
| Dädesjö 96:1                 | Stenkammargrav                   |              | Dädesjö, Småland    |       | 56.962102, 15.210458 | 10070700960001 | Ladda upp en bild av detta fornminne      |
| Dädesjö 102:1                | Stenkammargrav                   |              | Dädesjö, Småland    |       | 57.003130, 15.058546 | 10070701020001 | Ladda upp en bild av detta fornminne      |
| Dädesjö 102:2                | Stensättning                     |              | Dädesjö, Småland    |       | 57.003126, 15.058896 | 10070701020002 | Ladda upp en bild av detta fornminne      |
| Dädesjö 103:1                | Röse                             |              | Dädesjö, Småland    |       | 57.003799, 15.044537 | 10070701030001 | Ladda upp en bild av detta fornminne      |
| Dädesjö 106:1                | Stenkammargrav                   |              | Dädesjö, Småland    |       | 57.002248, 15.059446 | 10070701060001 | Ladda upp en bild av detta fornminne      |
| Dädesjö 109:1                | Stenkammargrav                   |              | Dädesjö, Småland    |       | 56.985401, 15.055829 | 10070701090001 | Ladda upp en bild av detta fornminne      |
| Dädesjö 110:1                | Röse                             |              | Dädesjö, Småland    |       | 56.988541, 15.056504 | 10070701100001 | Ladda upp en bild av detta fornminne      |
| Dädesjö 110:2                | Röse                             |              | Dädesjö, Småland    |       | 56.988425, 15.056798 | 10070701100002 | Ladda upp en bild av detta fornminne      |
| Dädesjö 114:1                | Röse                             |              | Dädesjö, Småland    |       | 57.028008, 14.962617 | 10070701140001 | Ladda upp en bild av detta fornminne      |
| Dädesjö 117:1                | Grav markerad av sten/block      |              | Dädesjö, Småland    |       | 56.971327, 15.098023 | 10070701170001 | Ladda upp en bild av detta fornminne      |
| 1)Örnakullen (Dädesjö 118:1) | Hög                              |              | Dädesjö, Småland    |       | 56.974587, 15.088923 | 10070701180001 | Ladda upp en bild av detta fornminne      |
| 1)Örnakullen (Dädesjö 118:2) | Hög                              |              | Dädesjö, Småland    |       | 56.974021, 15.088235 | 10070701180002 | Ladda upp en bild av detta fornminne      |
| Dädesjö 119:1                | Gravfält                         |              | Dädesjö, Småland    |       | 56.976597, 15.095937 | 10070701190001 | Ladda upp en bild av detta fornminne      |
| Dädesjö 123:1                | Stensättning                     |              | Dädesjö, Småland    |       | 56.979272, 15.092641 | 10070701230001 | Ladda upp en bild av detta fornminne      |
| Dädesjö 124:1                | Gravfält                         |              | Dädesjö, Småland    |       | 56.972127, 15.092529 | 10070701240001 | Ladda upp en bild av detta fornminne      |
| Dädesjö 125:1                | Gravfält                         |              | Dädesjö, Småland    |       | 56.978832, 15.091059 | 10070701250001 | Ladda upp en bild av detta fornminne      |
| Dädesjö 126:1                | Gravfält                         |              | Dädesjö, Småland    |       | 56.976206, 15.096964 | 10070701260001 | Ladda upp en bild av detta fornminne      |
| Dädesjö 128:1                | Stenkammargrav                   |              | Dädesjö, Småland    |       | 57.022359, 14.958982 | 10070701280001 | Ladda upp en bild av detta fornminne      |
| Dädesjö 129:1                | Röse                             |              | Dädesjö, Småland    |       | 57.021951, 14.958440 | 10070701290001 | Ladda upp en bild av detta fornminne      |
| Dädesjö 131:1                | Stenkammargrav                   |              | Dädesjö, Småland    |       | 56.999879, 15.078007 | 10070701310001 | Ladda upp en bild av detta fornminne      |
| Dädesjö 132:1                | Stenkammargrav                   |              | Dädesjö, Småland    |       | 57.003366, 15.074264 | 10070701320001 | Ladda upp en bild av detta fornminne      |
| Dädesjö 134:1                | Stenkammargrav                   |              | Dädesjö, Småland    |       | 57.003023, 15.073894 | 10070701340001 | Ladda upp en bild av detta fornminne      |
| Dädesjö 135:1                | Stenkammargrav                   |              | Dädesjö, Småland    |       | 56.997163, 15.062514 | 10070701350001 | Ladda upp en bild av detta fornminne      |
| Dädesjö 147:1                | Röse                             |              | Dädesjö, Småland    |       | 56.966436, 15.152228 | 10070701470001 | Ladda upp en bild av detta fornminne      |
| Dädesjö 148:1                | Hällristning                     |              | Dädesjö, Småland    |       | 56.969110, 15.141190 | 10070701480001 | Ladda upp en bild av detta fornminne      |
| Dädesjö 154:1                | Röse                             |              | Dädesjö, Småland    |       | 56.995216, 15.128869 | 10070701540001 | Ladda upp en bild av detta fornminne      |
| Dädesjö 155:1                | Stensättning                     |              | Dädesjö, Småland    |       | 56.995709, 15.131478 | 10070701550001 | Ladda upp en bild av detta fornminne      |
| Dädesjö 156:1                | Hällristning                     |              | Dädesjö, Småland    |       | 56.995587, 15.126513 | 10070701560001 | Ladda upp en bild av detta fornminne      |
| Dädesjö 156:2                | Hällristning                     |              | Dädesjö, Småland    |       | 56.995553, 15.126264 | 10070701560002 | Ladda upp en bild av detta fornminne      |
| Dädesjö 171:1                | Stensättning                     |              | Dädesjö, Småland    |       | 57.022526, 15.088220 | 10070701710001 | Ladda upp en bild av detta fornminne      |
| Dädesjö 172:1                | Hög                              |              | Dädesjö, Småland    |       | 57.024047, 15.080137 | 10070701720001 | Ladda upp en bild av detta fornminne      |
| Dädesjö 174:1                | Röse                             |              | Dädesjö, Småland    |       | 57.027399, 15.077347 | 10070701740001 | Ladda upp en bild av detta fornminne      |
| Dädesjö 192:1                | Hällristning                     |              | Dädesjö, Småland    |       | 57.005929, 15.038563 | 10070701920001 | Ladda upp en bild av detta fornminne      |
| Dädesjö 192:2                | Hällristning                     |              | Dädesjö, Småland    |       | 57.005929, 15.038563 | 10070701920002 | Ladda upp en bild av detta fornminne      |
| Dädesjö 194:1                | Röse                             |              | Dädesjö, Småland    |       | 57.018751, 15.027502 | 10070701940001 | Ladda upp en bild av detta fornminne      |
| Dädesjö 195:1                | Röse                             |              | Dädesjö, Småland    |       | 57.019982, 15.025215 | 10070701950001 | Ladda upp en bild av detta fornminne      |
| Dädesjö 201:1                | Röse                             |              | Dädesjö, Småland    |       | 57.010616, 15.223839 | 10070702010001 | Ladda upp en bild av detta fornminne      |
| Dädesjö 206:1                | Gravfält                         |              | Dädesjö, Småland    |       | 57.016718, 15.189527 | 10070702060001 | Ladda upp en bild av detta fornminne      |
| Dädesjö 208:1                | Stenkammargrav                   |              | Dädesjö, Småland    |       | 57.014913, 15.186423 | 10070702080001 | Ladda upp en bild av detta fornminne      |
| Dädesjö 209:1                | Gravfält                         |              | Dädesjö, Småland    |       | 57.018323, 15.186401 | 10070702090001 | Ladda upp en bild av detta fornminne      |
| Dädesjö 212:1                | Röse                             |              | Dädesjö, Småland    |       | 57.012126, 15.187911 | 10070702120001 | Ladda upp en bild av detta fornminne      |
| Dädesjö 213:1                | Röse                             |              | Dädesjö, Småland    |       | 57.009487, 15.191290 | 10070702130001 | Ladda upp en bild av detta fornminne      |
| Dädesjö 217:1                | Röse                             |              | Dädesjö, Småland    |       | 57.006361, 15.165446 | 10070702170001 | Ladda upp en bild av detta fornminne      |
| Dädesjö 218:1                | Röse                             |              | Dädesjö, Småland    |       | 56.977672, 15.131819 | 10070702180001 | Ladda upp en bild av detta fornminne      |
| Dädesjö 222:1                | Röse                             |              | Dädesjö, Småland    |       | 56.975167, 15.139780 | 10070702220001 | Ladda upp en bild av detta fornminne      |
| Dädesjö 222:2                | Hällristning                     |              | Dädesjö, Småland    |       | 56.975314, 15.139940 | 10070702220002 | Ladda upp en bild av detta fornminne      |
| Dädesjö 223:1                | Stenkammargrav                   |              | Dädesjö, Småland    |       | 56.971294, 15.146434 | 10070702230001 | Ladda upp en bild av detta fornminne      |
| Dädesjö 223:3                | Hällristning                     |              | Dädesjö, Småland    |       | 56.971267, 15.146941 | 10070702230003 | Ladda upp en bild av detta fornminne      |
| Dädesjö 224:1                | Röse                             |              | Dädesjö, Småland    |       | 56.970399, 15.146259 | 10070702240001 | Ladda upp en bild av detta fornminne      |
| Dädesjö 226:1                | Röse                             |              | Dädesjö, Småland    |       | 57.020430, 15.000471 | 10070702260001 | Ladda upp en bild av detta fornminne      |
| Dädesjö 228:1                | Röse                             |              | Dädesjö, Småland    |       | 57.018460, 15.042462 | 10070702280001 | Ladda upp en bild av detta fornminne      |
| Dädesjö 230:1                | Hällristning                     |              | Dädesjö, Småland    |       | 57.039855, 15.024776 | 10070702300001 | Ladda upp en bild av detta fornminne      |
| Dädesjö 234:1                | Röse                             |              | Dädesjö, Småland    |       | 57.033850, 15.021814 | 10070702340001 | Ladda upp en bild av detta fornminne      |
| Dädesjö 241:1                | Röse                             |              | Dädesjö, Småland    |       | 56.993318, 15.063069 | 10070702410001 | Ladda upp en bild av detta fornminne      |
| Dädesjö 244:1                | Hällristning                     |              | Dädesjö, Småland    |       | 56.991951, 15.058678 | 10070702440001 | Ladda upp en bild av detta fornminne      |
| Dädesjö 245:1                | Stensättning                     |              | Dädesjö, Småland    |       | 56.990826, 15.058943 | 10070702450001 | Ladda upp en bild av detta fornminne      |
| Dädesjö 249:1                | Stenkammargrav                   |              | Dädesjö, Småland    |       | 57.002722, 15.067115 | 10070702490001 | Ladda upp en bild av detta fornminne      |
| Dädesjö 249:2                | Stensättning                     |              | Dädesjö, Småland    |       | 57.002634, 15.067028 | 10070702490002 | Ladda upp en bild av detta fornminne      |
| Dädesjö 250:1                | Hög                              |              | Dädesjö, Småland    |       | 56.982639, 15.059510 | 10070702500001 | Ladda upp en bild av detta fornminne      |
| Dädesjö 255:1                | Röse                             |              | Dädesjö, Småland    |       | 56.996576, 15.035069 | 10070702550001 | Ladda upp en bild av detta fornminne      |
| Dädesjö 298:1                | Stenkammargrav                   |              | Dädesjö, Småland    |       | 56.976561, 15.060159 | 10070702980001 | Ladda upp en bild av detta fornminne      |
| Dädesjö 304:1                | Röse                             |              | Dädesjö, Småland    |       | 57.049578, 15.065677 | 10070703040001 | Ladda upp en bild av detta fornminne      |
| Dädesjö 306:1                | Röse                             |              | Dädesjö, Småland    |       | 57.014873, 15.066923 | 10070703060001 | Ladda upp en bild av detta fornminne      |
| Dädesjö 308:1                | Gravfält                         |              | Dädesjö, Småland    |       | 57.011422, 15.092786 | 10070703080001 | Ladda upp en bild av detta fornminne      |
| Dädesjö 309:1                | Gravfält                         |              | Dädesjö, Småland    |       | 57.010654, 15.094324 | 10070703090001 | Ladda upp en bild av detta fornminne      |
| Dädesjö 310:1                | Röse                             |              | Dädesjö, Småland    |       | 57.015635, 15.088626 | 10070703100001 | Ladda upp en bild av detta fornminne      |
| Dädesjö 310:2                | Stenkrets                        |              | Dädesjö, Småland    |       | 57.015659, 15.089420 | 10070703100002 | Ladda upp en bild av detta fornminne      |
| Dädesjö 313:1                | Gravfält                         |              | Dädesjö, Småland    |       | 57.009542, 15.094645 | 10070703130001 | Ladda upp en bild av detta fornminne      |
| Dädesjö 315:1                | Gravfält                         |              | Dädesjö, Småland    |       | 57.010160, 15.095466 | 10070703150001 | Ladda upp en bild av detta fornminne      |
| Dädesjö 316:1                | Gravfält                         |              | Dädesjö, Småland    |       | 57.010130, 15.096678 | 10070703160001 | Ladda upp en bild av detta fornminne      |
| Dädesjö 317:1                | Stensättning                     |              | Dädesjö, Småland    |       | 57.010671, 15.096759 | 10070703170001 | Ladda upp en bild av detta fornminne      |
| Dädesjö 318:1                | Gravfält                         |              | Dädesjö, Småland    |       | 57.010788, 15.097692 | 10070703180001 | Ladda upp en bild av detta fornminne      |
| Dädesjö 321:1                | Stenkammargrav                   |              | Dädesjö, Småland    |       | 57.022603, 15.082674 | 10070703210001 | Ladda upp en bild av detta fornminne      |
| Dädesjö 323:1                | Stensättning                     |              | Dädesjö, Småland    |       | 57.023369, 15.080703 | 10070703230001 | Ladda upp en bild av detta fornminne      |
| Dädesjö 324:1                | Stensättning                     |              | Dädesjö, Småland    |       | 57.020559, 15.071493 | 10070703240001 | Ladda upp en bild av detta fornminne      |
| Dädesjö 326:1                | Röse                             |              | Dädesjö, Småland    |       | 57.017117, 15.091444 | 10070703260001 | Ladda upp en bild av detta fornminne      |
| Dädesjö 326:2                | Röse                             |              | Dädesjö, Småland    |       | 57.016821, 15.091498 | 10070703260002 | Ladda upp en bild av detta fornminne      |
| Dädesjö 329:1                | Stenkammargrav                   |              | Dädesjö, Småland    |       | 57.020718, 15.059374 | 10070703290001 | Ladda upp en bild av detta fornminne      |
| Dädesjö 330:1                | Stenkammargrav                   |              | Dädesjö, Småland    |       | 57.016510, 15.049818 | 10070703300001 | Ladda upp en bild av detta fornminne      |
| Dädesjö 332:1                | Röse                             |              | Dädesjö, Småland    |       | 57.020616, 15.045620 | 10070703320001 | Ladda upp en bild av detta fornminne      |
| Dädesjö 332:2                | Röse                             |              | Dädesjö, Småland    |       | 57.020899, 15.045561 | 10070703320002 | Ladda upp en bild av detta fornminne      |
| Dädesjö 333:1                | Stenkammargrav                   |              | Dädesjö, Småland    |       | 57.012473, 15.031257 | 10070703330001 | Ladda upp en bild av detta fornminne      |
| Dädesjö 334:1                | Röse                             |              | Dädesjö, Småland    |       | 57.008169, 15.030728 | 10070703340001 | Ladda upp en bild av detta fornminne      |
| Dädesjö 335:1                | Gravfält                         |              | Dädesjö, Småland    |       | 57.009326, 15.054951 | 10070703350001 | Ladda upp en bild av detta fornminne      |
| Dädesjö 336:1                | Röse                             |              | Dädesjö, Småland    |       | 57.008308, 15.055001 | 10070703360001 | Ladda upp en bild av detta fornminne      |
| Dädesjö 337:1                | Röse                             |              | Dädesjö, Småland    |       | 57.005544, 15.056703 | 10070703370001 | Ladda upp en bild av detta fornminne      |
| Dädesjö 378:1                | Röse                             |              | Dädesjö, Småland    |       | 57.026698, 15.013856 | 10070703780001 | Ladda upp en bild av detta fornminne      |
| Gullhögarna (Dädesjö 401:1)  | Gravfält                         |              | Dädesjö, Småland    |       | 57.048044, 15.026781 | 10070704010001 | Ladda upp en till bild av detta fornminne |
| Dädesjö 402:1                | Stenkrets                        |              | Dädesjö, Småland    |       | 57.047502, 15.028207 | 10070704020001 | Ladda upp en bild av detta fornminne      |
| Dädesjö 402:2                | Stenkrets                        |              | Dädesjö, Småland    |       | 57.047585, 15.028225 | 10070704020002 | Ladda upp en bild av detta fornminne      |
| Dädesjö 402:3                | Gravfält                         |              | Dädesjö, Småland    |       | 57.047301, 15.027226 | 10070704020003 | Ladda upp en bild av detta fornminne      |
| Dädesjö 403:1                | Röse                             |              | Dädesjö, Småland    |       | 57.034462, 15.023438 | 10070704030001 | Ladda upp en bild av detta fornminne      |
| Dädesjö 404:1                | Gravfält                         |              | Dädesjö, Småland    |       | 57.030387, 15.052621 | 10070704040001 | Ladda upp en bild av detta fornminne      |
| Dädesjö 405:1                | Gravfält                         |              | Dädesjö, Småland    |       | 57.028773, 15.053668 | 10070704050001 | Ladda upp en bild av detta fornminne      |
| Dädesjö 406:1                | Röse                             |              | Dädesjö, Småland    |       | 57.003431, 15.144071 | 10070704060001 | Ladda upp en bild av detta fornminne      |
| Dädesjö 407:1                | Röse                             |              | Dädesjö, Småland    |       | 57.003614, 15.143015 | 10070704070001 | Ladda upp en bild av detta fornminne      |
| Dädesjö 408:1                | Röse                             |              | Dädesjö, Småland    |       | 57.002728, 15.139846 | 10070704080001 | Ladda upp en bild av detta fornminne      |
| Dädesjö 409:1                | Stenkammargrav                   |              | Dädesjö, Småland    |       | 56.994516, 15.125900 | 10070704090001 | Ladda upp en bild av detta fornminne      |
| Dädesjö 410:1                | Stenkammargrav                   |              | Dädesjö, Småland    |       | 56.995319, 15.133440 | 10070704100001 | Ladda upp en bild av detta fornminne      |
| Dädesjö 411:1                | Stenkammargrav                   |              | Dädesjö, Småland    |       | 57.002404, 15.113794 | 10070704110001 | Ladda upp en bild av detta fornminne      |
| Dädesjö 414:1                | Begravningsplats                 |              | Dädesjö, Småland    |       | 57.025373, 15.018163 | 10070704140001 | Ladda upp en bild av detta fornminne      |
| Dädesjö 414:2                | Kyrka/kapell                     |              | Dädesjö, Småland    |       | 57.025399, 15.018065 | 10070704140002 | Ladda upp en bild av detta fornminne      |
| Dädesjö 415:1                | Röse                             |              | Dädesjö, Småland    |       | 57.021421, 15.021538 | 10070704150001 | Ladda upp en bild av detta fornminne      |
| Dädesjö 423:1                | Gravfält                         |              | Dädesjö, Småland    |       | 57.021117, 15.020790 | 10070704230001 | Ladda upp en bild av detta fornminne      |
| Dädesjö 502:1                | Stenkammargrav                   |              | Dädesjö, Småland    |       | 57.017673, 15.116986 | 10070705020001 | Ladda upp en bild av detta fornminne      |
| Dädesjö 515:1                | Stenkammargrav                   |              | Dädesjö, Småland    |       | 57.019795, 15.118330 | 10070705150001 | Ladda upp en bild av detta fornminne      |
| Dädesjö 517:1                | Röse                             |              | Dädesjö, Småland    |       | 57.029461, 14.959812 | 10070705170001 | Ladda upp en bild av detta fornminne      |
| Dädesjö 518:1                | Röse                             |              | Dädesjö, Småland    |       | 56.982231, 15.068007 | 10070705180001 | Ladda upp en bild av detta fornminne      |
| Dädesjö 529                  | Röse                             |              | Dädesjö, Småland    |       | 57.007451, 15.034206 | 12000000086491 | Ladda upp en bild av detta fornminne      |
| Dädesjö 544                  | Stensättning                     |              | Dädesjö, Småland    |       | 56.987483, 15.069455 | 12000000087732 | Ladda upp en bild av detta fornminne      |
| Dädesjö 666                  | Stenkammargrav                   |              | Dädesjö, Småland    |       | 56.999664, 15.198893 | 12000000094168 | Ladda upp en bild av detta fornminne      |
| Dädesjö 726                  | Stensättning                     |              | Dädesjö, Småland    |       | 56.999501, 15.198428 | 12000000094386 | Ladda upp en bild av detta fornminne      |
| Dädesjö 811                  | Hällristning                     |              | Dädesjö, Småland    |       | 56.972677, 15.061505 | 12000000094710 | Ladda upp en bild av detta fornminne      |
| Söraby 94:1                  | Röse                             |              | Dädesjö, Småland    |       | 57.033302, 14.946391 | 10075300940001 | Ladda upp en bild av detta fornminne      |
| Söraby 96:1                  | Stenkrets                        |              | Dädesjö, Småland    |       | 57.033150, 14.953093 | 10075300960001 | Ladda upp en bild av detta fornminne      |